# Systaria
Systaria es un género de arañas araneomorfas de la familia Miturgidae. Se encuentra en Asia y Melanesia.

## Lista de especies
Según The World Spider Catalog 12.0:
- Systaria acuminata Dankittipakul & Singtripop, 2011
- Systaria barkudensis (Gravely, 1931)
- Systaria bifida Dankittipakul & Singtripop, 2011
- Systaria bohorokensis Deeleman-Reinhold, 2001
- Systaria cervina (Simon, 1897)
- Systaria decidua Dankittipakul & Singtripop, 2011
- Systaria deelemanae Dankittipakul & Singtripop, 2011
- Systaria dentata Deeleman-Reinhold, 2001
- Systaria drassiformis Simon, 1897
- Systaria elberti (Strand, 1913)
- Systaria gedensis Simon, 1897
- Systaria hainanensis Zhang, Fu & Zhu, 2009
- Systaria insolita Dankittipakul & Singtripop, 2011
- Systaria insulana (Rainbow, 1902)
- Systaria lanna Dankittipakul & Singtripop, 2011
- Systaria leoi (Barrion & Litsinger, 1995)
- Systaria mengla (Song & Zhu, 1994)
- Systaria scapigera Dankittipakul & Singtripop, 2011